# Mariä Himmelfahrt (Oberkammlach)

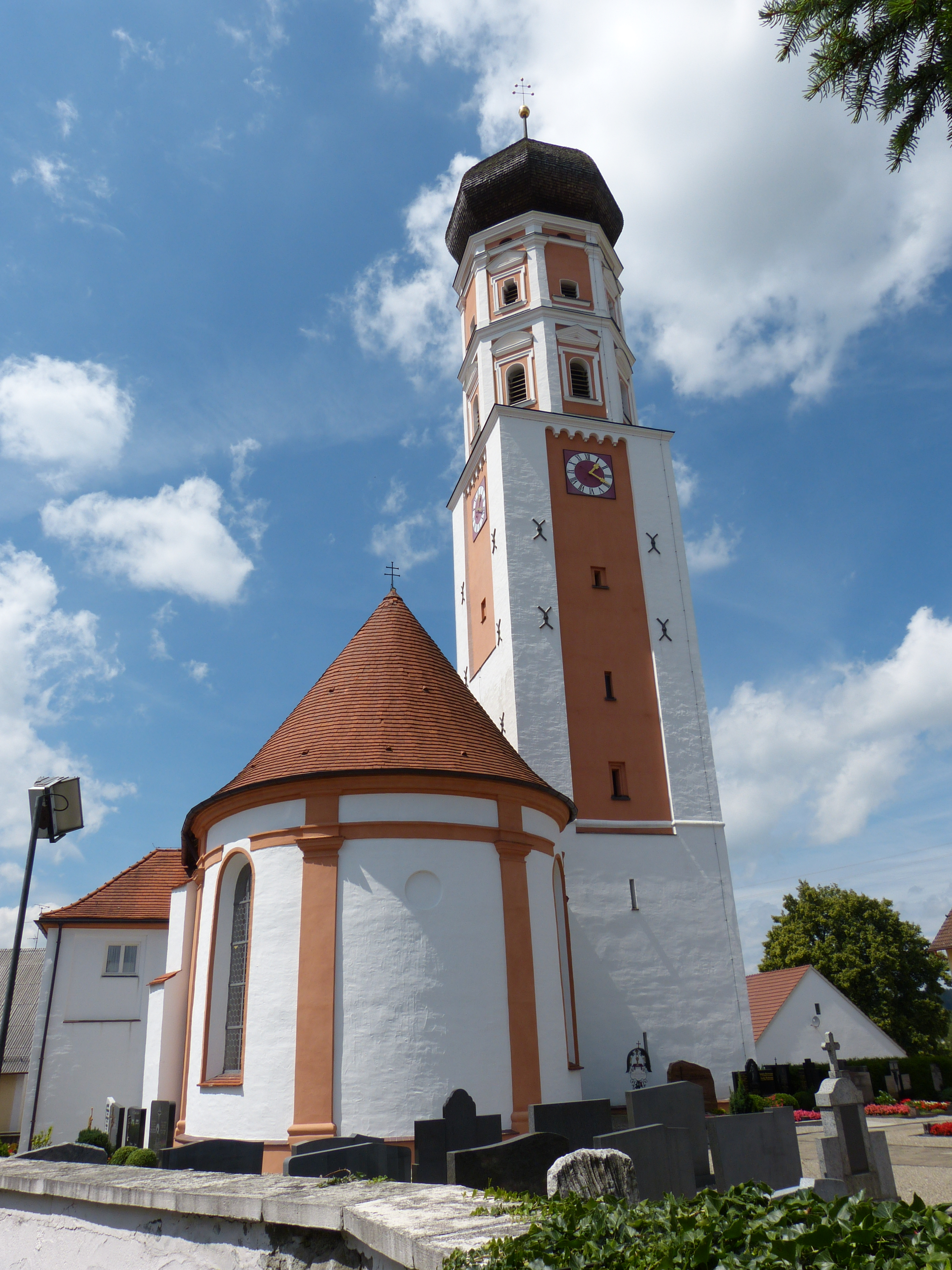
Kirche Mariä Himmelfahrt in Oberkammlach

Die katholische Pfarrkirche Mariä Himmelfahrt befindet sich in Oberkammlach einem Ortsteil von Kammlach im Landkreis Unterallgäu in Bayern. Die Kirche steht unter Denkmalschutz.

## Geschichte

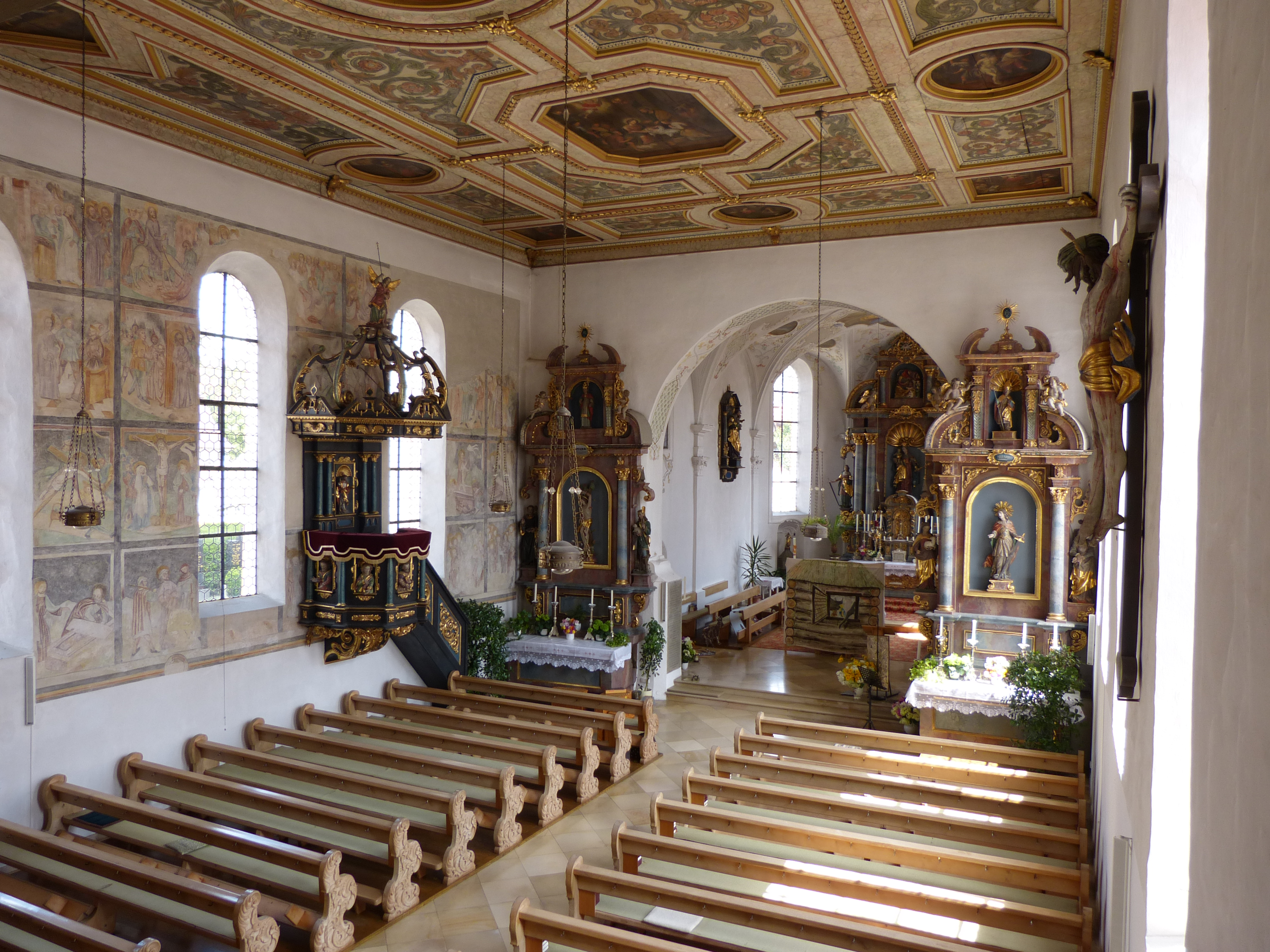
Innenansicht von Mariä Himmelfahrt

Der gotische Kern der Kirche stammt aus dem 14. oder 15. Jahrhundert. Im Dreißigjährigen Krieg wurde die Kirche zerstört und ab 1660 wieder errichtet. Beim Wiederaufbau wurde die Kirche in Richtung Westen um eine Achse verlängert. Thomas Natter erhöhte 1682 den Kirchturm. 1696 konnte die wiedererrichtete Kirche eingeweiht werden. In der Zeit um 1725/1730 wurde der Chor umgebaut und nach Osten hin erweitert. Die ehemals im Turm befindliche Sakristei wurde im 17. oder 18. Jahrhundert an der Südseite neu errichtet. Die Inneneinrichtung wurde 1796 von Franzosen verwüstet und bis 1797 wieder restauriert. Im 19. und 20. Jahrhundert fanden einige Renovierungen der Kirche statt, so z. B. 1862 der Chor, Innenrenovierung im Jahr 1900 sowie 1970 eine Außenrenovierung.

## Baubeschreibung
Die Kirche ist ein Saalbau an dessen Westseite sich eine doppelte Empore befindet. Die obere Empore wurde 1851 errichtet. An das Langhaus schließt sich der eingezogene, halbrunde geschlossene Chor an. Im Chor befindet sich eine Stichkappentonne über Pilastergliederung. Der Bandelwerkstuck im Chor stammt aus der Zeit um 1725/1730. An der Nordseite der Kirche befindet sich der Kirchturm. Der quadratische Unterbau enthält ein Rundbogenfries. Der obere Teil des Kirchturmes ist oktogonal und mit einer im Jahr 1867 erneuerten Zwiebelhaube abgeschlossen.

## Ausstattung

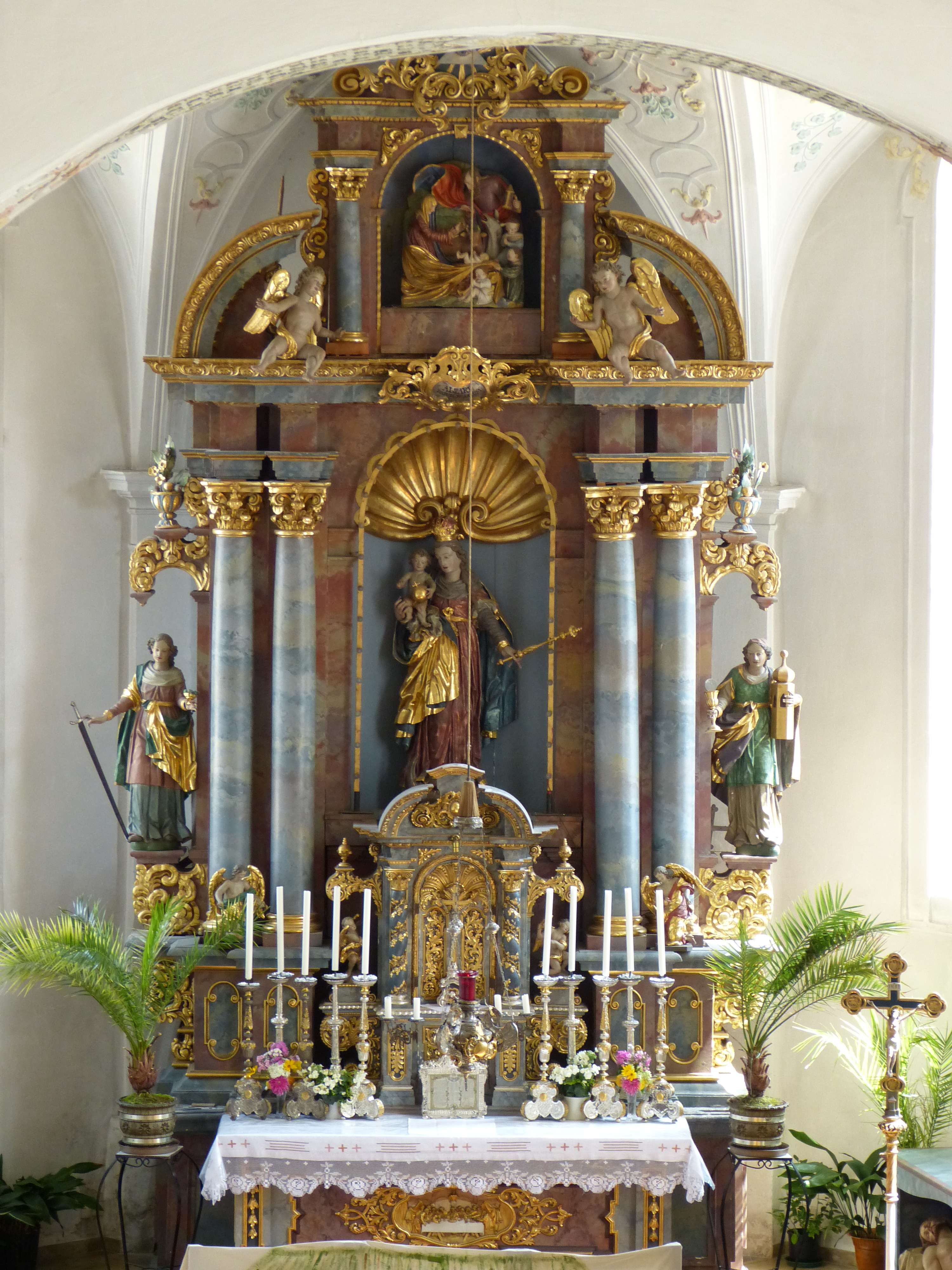
Hochaltar mit Weihnachtsrelief im Auszug von 1520/1525

### Altäre
Sowohl der Hochaltar wie auch die Seitenaltäre wurden in den Jahren 1670/1680 von Martin Lang aus Mindelheim errichtet und von Dominikus Schenk, ebenfalls aus Mindelheim, gefasst. Die Figuren des Hochaltares stammen vermutlich von Thomas Baumhauer. Im Zentrum des Hochaltares befindet sich eine gefasste Holzfigur der Muttergottes. Links und rechts befinden sich unter Baldachinen die Figuren der Hl. Dorothea und die Hl. Barbara. Martin Döttel hat das verkröpfte Gebälk mit zwei Engeln im Segmentgiebel geschaffen.
Im Auszug des Hochaltars in einer Rundbogennische ist die sogenannte Oberkammlacher Weihnacht seit 1968 dargestellt. Das im oberschwäbischen Parallelfaltenstil ausgeführte Hochrelief aus Lindenholz stammt von 1520/1525 und befand sich vermutlich ursprünglich in einem Schrein eines Flügelaltars. Geschaffen wurde es im Umfeld von Hans Thoman. Die Fassung des Hochreliefs wurde 1968 auf Basis originaler Spuren erneuert. Das Hochrelief ist ca. 70 cm breit und 60 cm hoch. Darüber im Scheitel des Auszugs des Hochaltares befindet sich ein neubarockes Auge Gottes. Dieses ist mit Rankenwerk umgeben. 1906 schuf Simon Hörmann den neubarocken Tabernakel.
Die Seitenaltäre stammen aus der gleichen Zeit wie der Hochaltar. Der linke Seitenaltar zeigt eine, aus dem Anfang des 18. Jahrhunderts stammende, Figur des Hl. Sebastian. Im Auszug befindet sich die Figur des Hl. Urban. Die um das Jahr 1500 geschaffene Figur befand sich ehemals in der Annakapelle von Höllberg. Der rechte Seitenaltar zeigt die Figur der Hl. Dorothea um 1720. Rechts im Auszug des Seitenaltars befindet sich die Figur des Hl. Ulrich aus der ersten Hälfte des 17. Jahrhunderts. Die neugotischen Figuren aus den Jahren 1871/1872 der Seitenaltäre stammen von Otto Sieber aus Türkheim und wurden von Anton Braun aus Mindelheim gefasst. Auf dem linken Seitenaltar sind der Hl. Leonhard und der Hl. Wendelin dargestellt. Der rechte Seitenaltar zeigt die Hl. Agnes und die Hl. Afra.

### Kanzel
Die Kanzel wurde 1679 von Wilhelm Laub aus Mindelheim aus Holz errichtet. Der polygonale Korb der Kanzel befindet sich über einer großen Volutenkonsole. Der Korb zeigt in Muschelnischen Halbfiguren der Evangelisten. An der Rückwand der Kanzel befindet sich eine, von Martin Beichel aus Türkheim geschaffene, Figur des Salvator mundi aus dem Jahr 1680. Der Schalldeckel der Kanzel wird von einer Figur des heiligen Michael bekrönt.

### Wandgemälde
1968 wurde an der nördlichen Langhauswand ein umfangreicher Malereizyklus von 1500 freigelegt. Der Zyklus zeigt in vier übereinanderliegenden Reihen Darstellungen aus dem Leben Christi. Die Bilder zeigen die folgenden Szenen:
| 1. Auferweckung des Lazarus                 | 13. Jesus vor Herodes                   |
| 2. Nicht mehr erkennbar                     | 14. Kreuztragung                        |
| 3. Abschied Jesu von den Frauen             | 15. Kreuzannagelung                     |
| 4. Einzug Jesu in Jerusalem                 | 16. Kreuzigung                          |
| 5. Fußwaschung                              | 17. Auferstehung                        |
| 6. Ölberg                                   | 18. Die Frauen am Grabe                 |
| 7. Petrus verleugnet Jesus                  | 19. Petrus und Johannes am Grabe        |
| 8. Jesus vor Kaiphas                        | 20. Gang nach Emmaus                    |
| 9. Jesus auf dem Weg von Kaiphas zu Pilatus | 21. Emmausmahl                          |
| 10. Jesus vor Pilatus                       | 22. Gruppe von Aposteln                 |
| 11. Geißelung                               | 23. Pfingstfest                         |
| 12. Ecce Homo                               | 24. Aussendung der Apostel in alle Welt |

### Deckengemälde
Im Chor zeigen die Deckenbilder von Joseph Kober (Göggingen) aus dem Jahr 1862 Mariä Himmelfahrt, sowie das Abendmahl. Letzteres ist mit Ios. Kober pinx. 1862 bezeichnet. Die Hl. Anna ist an der nördlichen Stichkappe, der Hl. Joachim an der südlichen Stichkappe dargestellt. Die vier Kirchenväter sind an den seitlichen Stichkappen abgebildet. Im Einzelnen sind dies Gregor, Augustinus, Hieronymus und Ambrosius. Unterhalb des Oratoriums befindet sich in der Kehle die neubarocke Darstellung des Emmausmahles.
Die 1695/1696 angebrachte Felderdecke des Langhauses zeigt in Tafelbildern die 15 Geheimnisse des Rosenkranzes. Die mittlere Reihe der Langhausdecke zeigen vom Chor beginnend Mariä Verkündigung, Geburt Christi, Krönung Mariä, Darstellung Jesu im Tempel, Mariä Himmelfahrt. Links davon, ebenfalls vom Chor beginnend, wird Mariä Heimsuchung, Christus am Ölberg, die Kreuztragung, die Dornenkrönung und die Aussendung des Heiligen Geistes gezeigt. Auf der rechten Seite in gleicher Reihenfolge ist das Wiederfinden des 12-jährigen Jesus im Tempel, die Geißelung, Kreuzigung, Christi Himmelfahrt und die Auferstehung abgebildet.

### Emporengemälde

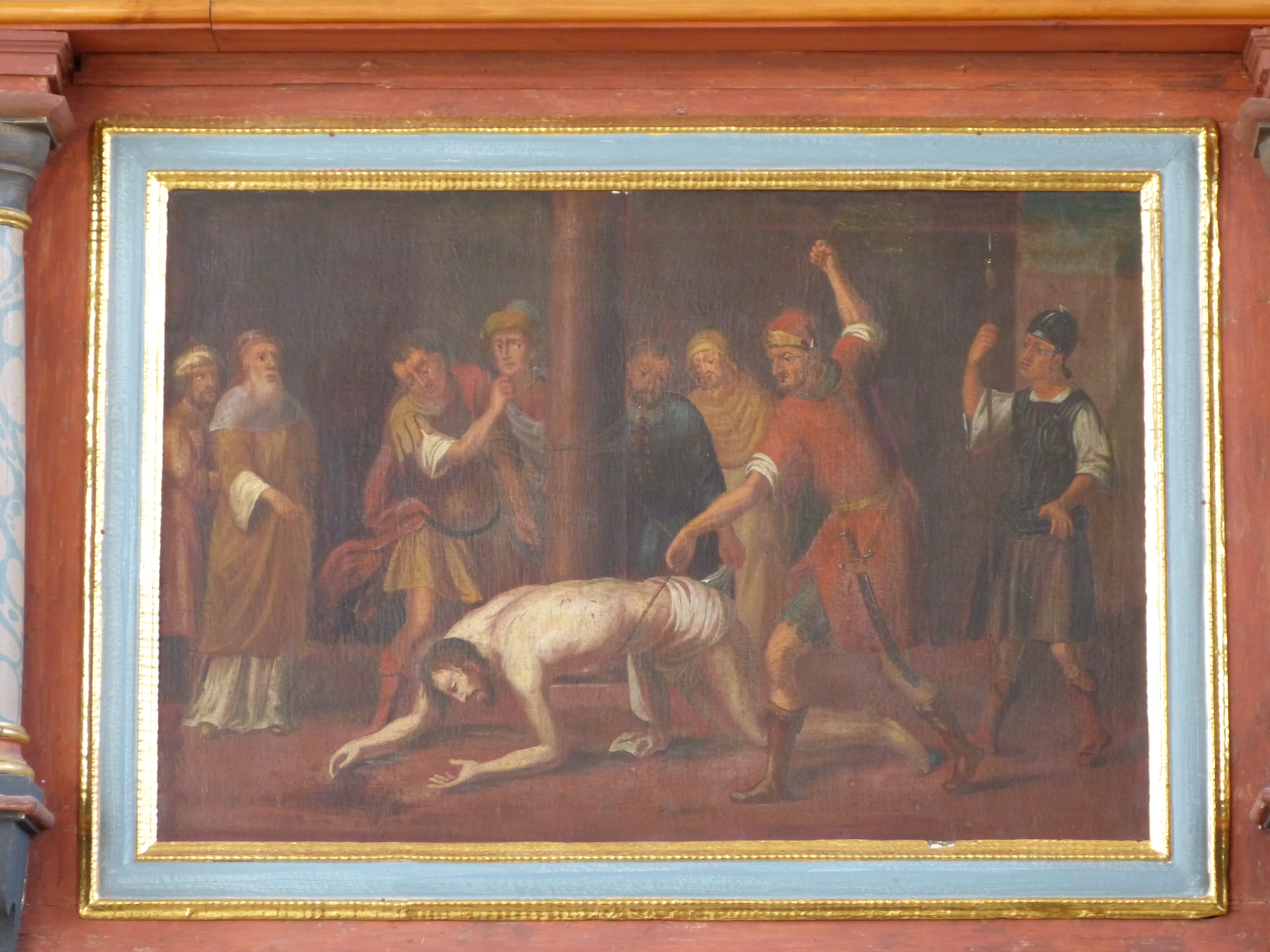
Emporengemälde Geißelung Jesus, 17. Jahrhundert

Die sieben Gemälde der Passion Christi an der unteren Emporenbrüstung stammen aus dem 17. Jahrhundert. Es handelt sich hierbei um querrechteckige Ölbilder auf Leinwand. Im Einzelnen, von links beginnend, sind dargestellt die Misshandlung Jesus vor Kaiphas, die Geißelung Jesus vor Pilatus, die Misshandlung Jesus vor Herodes, der Sturz Jesus unter dem Kreuz, die Geißelung und Kreuzannagelung, sowie die Kreuzaufrichtung.

### Figuren
An der südlichen Langhauswand befindet sich ein geschnitztes Kruzifix um 1520. Das Kruzifix stammt wahrscheinlich aus der gleichen Hand wie das Weihnachtsrelief im Auszug des Hochaltares. In einer Ädikula von ca. 1680 mit zwei Säulen befindet sich die gefasste Holzfigur des Hl. Joseph aus der Mitte des 18. Jahrhunderts. An der oberen Emporenbrüstung befinden sich 14 Halbfiguren. Diese zeigen die zwölf Apostel sowie Jesus und Maria und stammen aus der Zeit um 1700. Eine Ölbergszene mit Jesus und drei seiner Jünger ist im südlichen Vorzeichen untergebracht. Es stammt aus der Mitte des 18. Jahrhunderts, der Engel ist neugotisch. Auf dem Friedhof befindet sich ein neugefasstes Kruzifix aus der zweiten Hälfte des 18. Jahrhunderts.

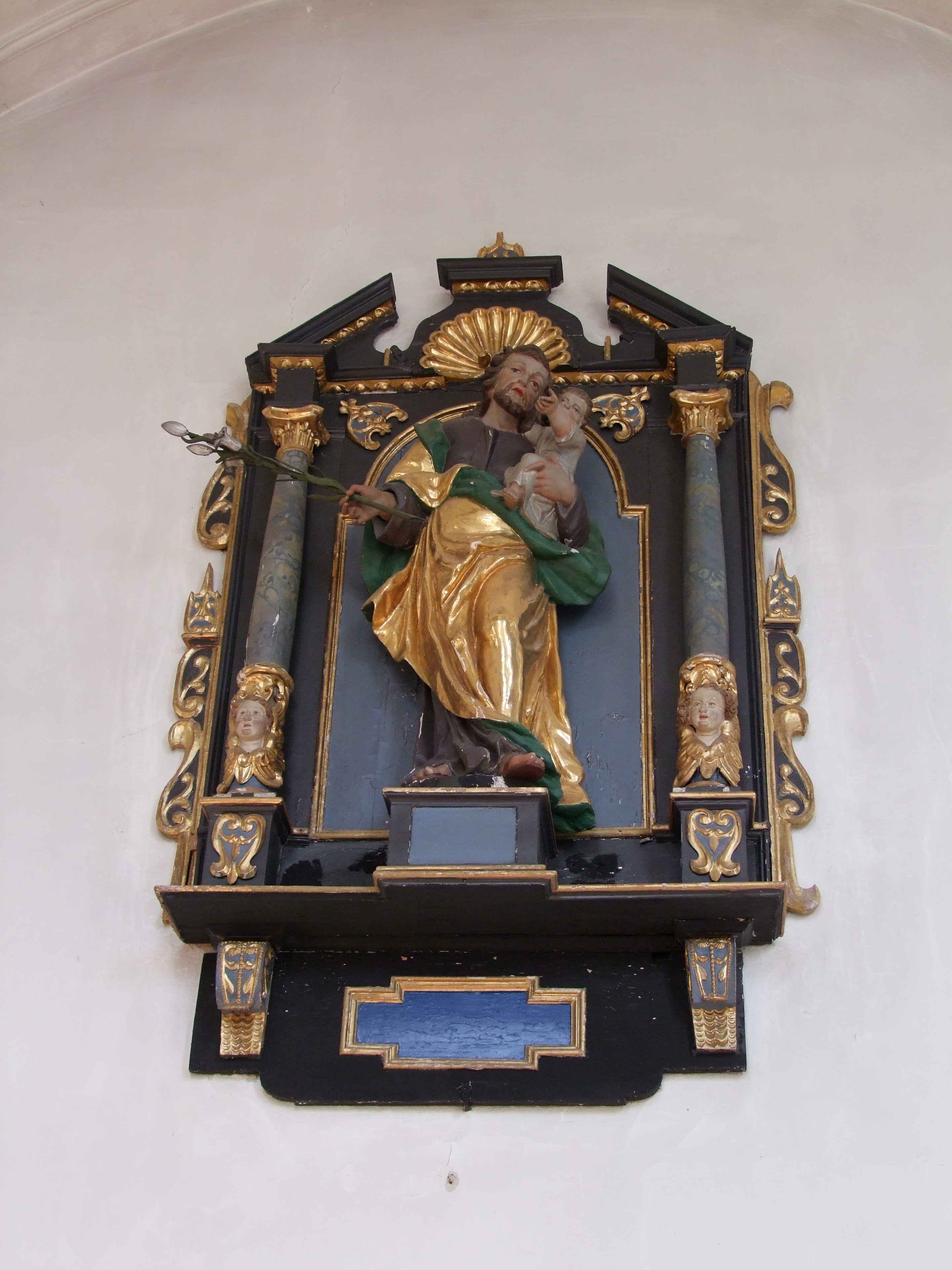
Ädikula im Chor mit Hl. Joseph
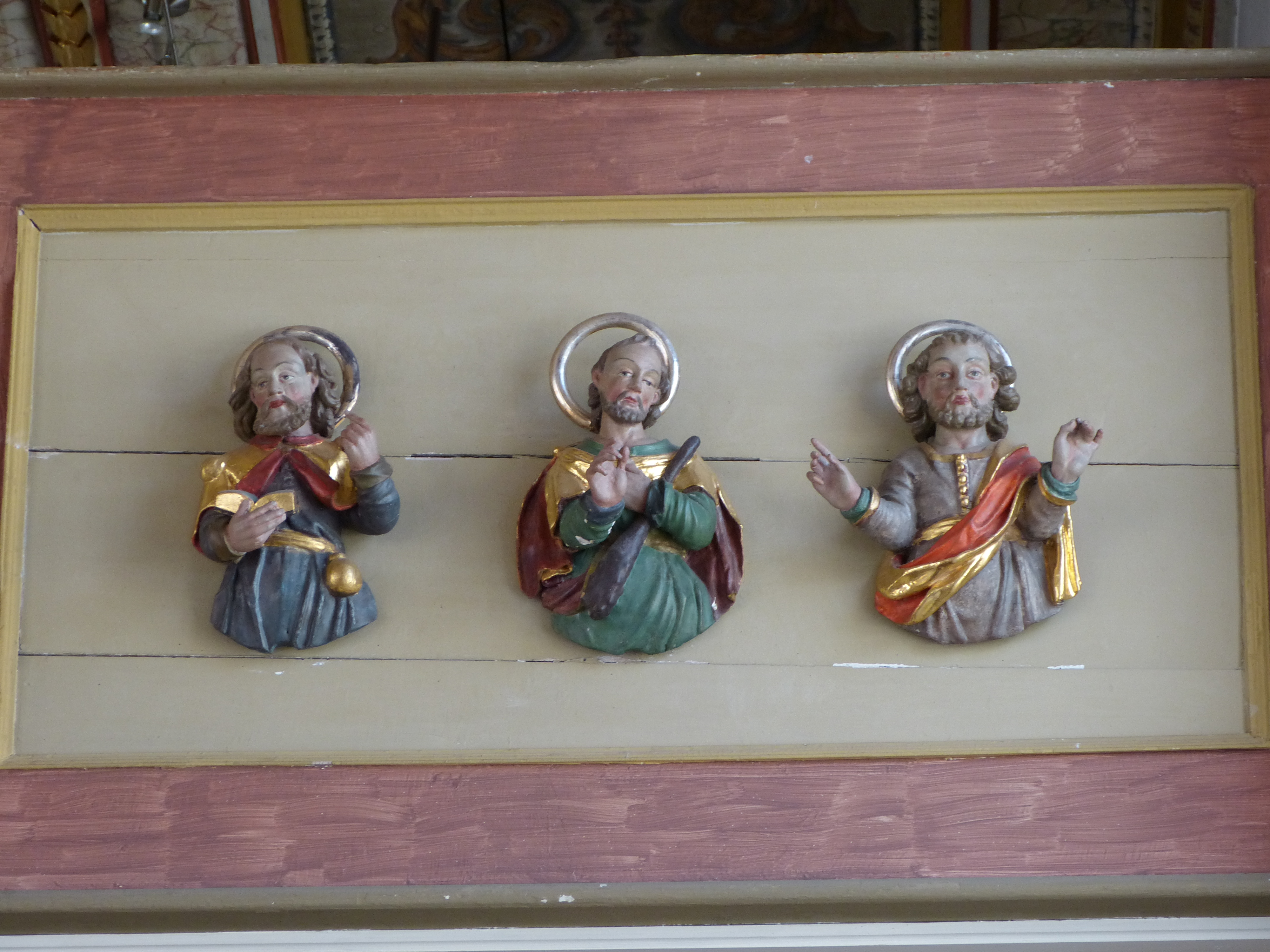
Halbfiguren der Apostel an der Emporenbrüstung
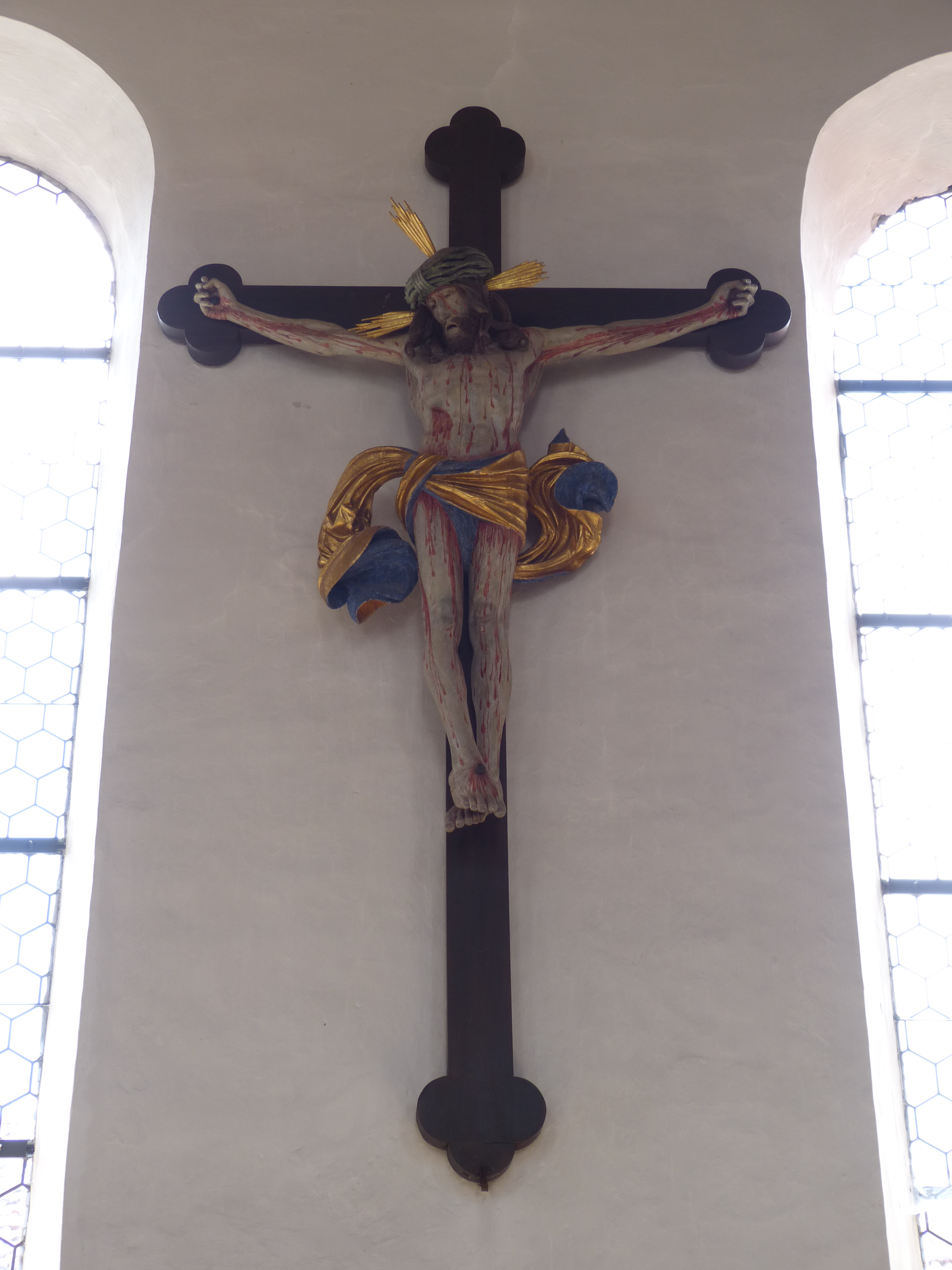
Kruzifix um 1520

### Grabdenkmäler
Links des Einganges zur Kirche befindet sich ein Priestergrabstein um 1520. Die Relieffigur eines Geistlichen mit Monstranz in einer Rundbogenblende stellt vermutlich Pfarrer Bartholomäus Merk dar. Die Inschrift (an(n)o dni mccccc… starb…) ist nur noch teilweise leserlich. Ursprünglich befand sich das Grabdenkmal in der im Jahr 1811 abgebrochenen Michaeliskapelle. Ein farbig gefasster Wappenstein für den 1798 verstorbenen Geistlichen Rat Franz Ignaz Reisch befindet sich im Chorbogen der Kirche. Die aus Solnhofener Plattenkalk gefertigte Gedenktafel enthält im oberen Bereich ein bemaltes Relief mit der Darstellung eines Wappens, zwischen einem Kelch und Buch mit darüberbefindlichem Totenkopf. Rankenwerk befindet sich in den Zwickeln. Außen an der Nordseite der Chorwand befindet sich aus dem 18./19. Jahrhundert ein stark verwittertes Grabdenkmal für Pfarrer J. Georg Schrader, ebenfalls aus Solnhofener Plattenkalk gefertigt. Das Grabdenkmal für den 1796 in der Schlacht bei Oberkammlach gefallenen General A.M. de Chilleau ist nicht mehr vorhanden. Dieses wurde von seinen Töchtern errichtet und im Jahr 1811 in die Kirche versetzt.

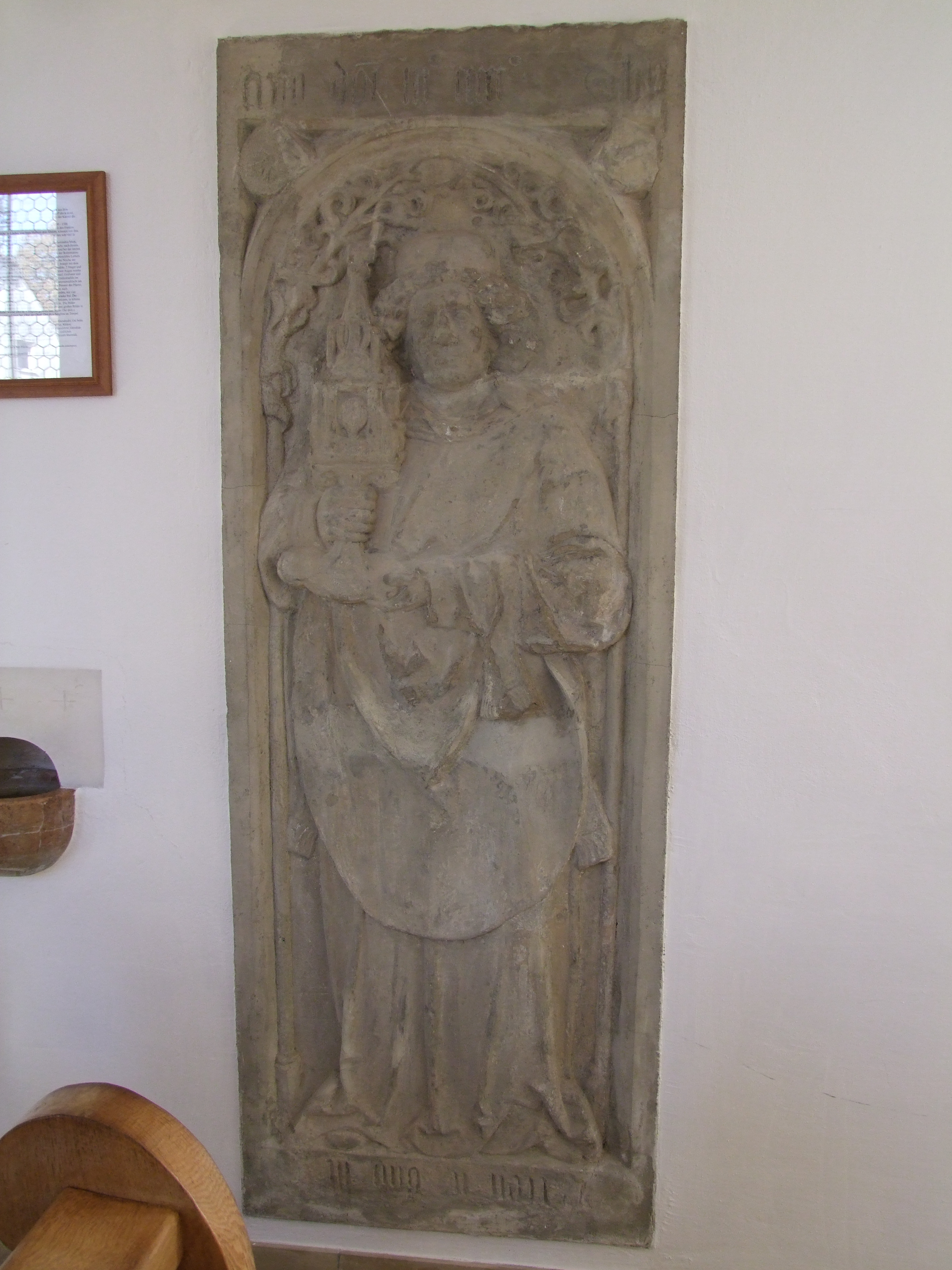
Epitaph für Bartholomäus Merk, ca. 1520
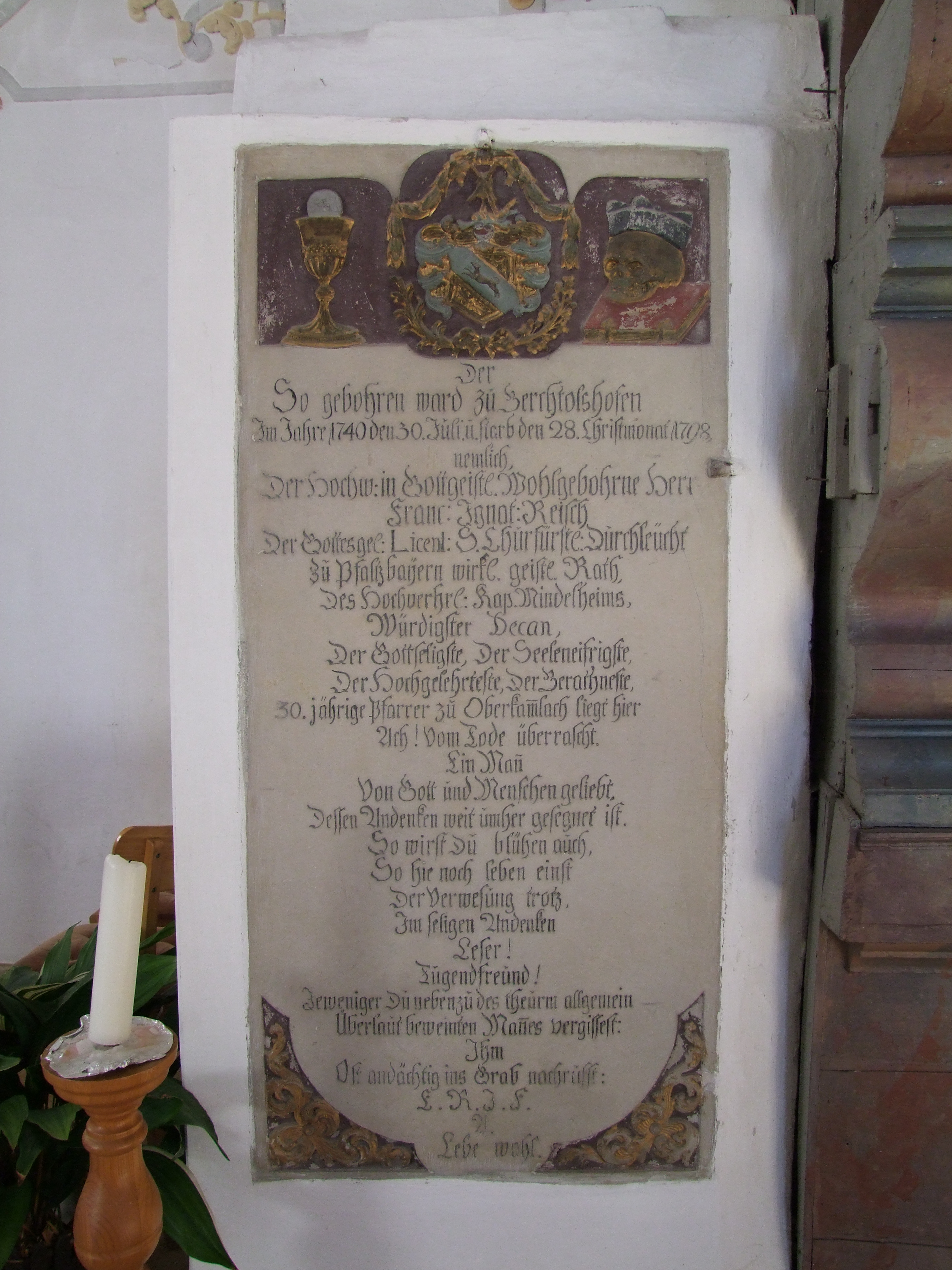
Gedenktafel für Franz Ignaz Reisch († 1798)

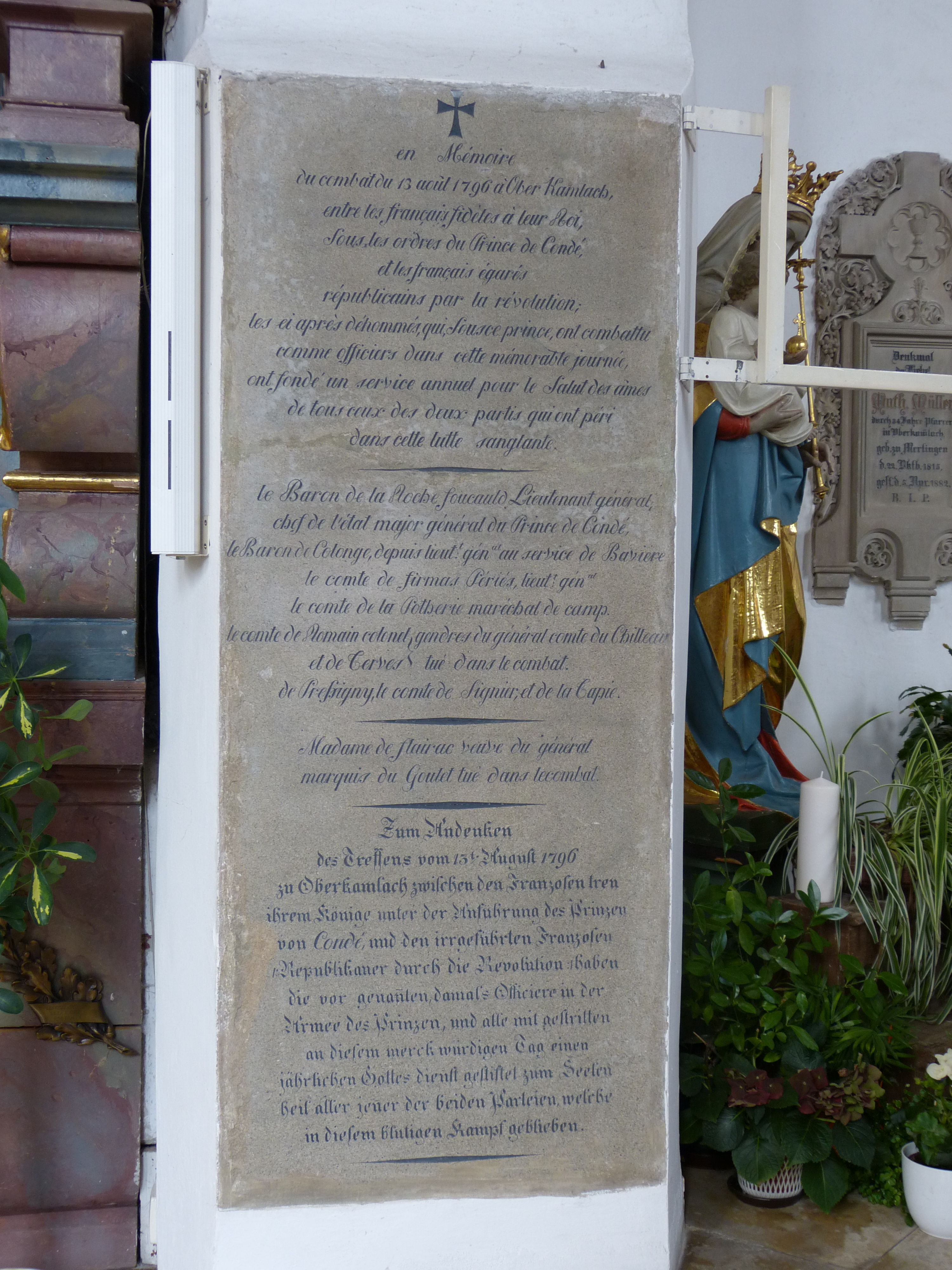
Gedenktafel in Erinnerung an die Schlacht der Franzosen bei Oberkammlach am 13. August 1796

Am linken Chorbogen befindet sich eine nach A. Herb 1836 gestiftete Gedenktafel. Die Granitplatte trägt eine Inschrift in Französisch und Deutsch.

« En Mémoire / du combat du 13. août 1796 à Oberkammlach, entre les français fideles à leur Roi, / Sous les ordres du Prince de Condé, et les français égarés / républicains par la révolution, les si après déhommés, qui Sous ce prince, ont combattu / comme officiers dans cette mémorable journée, / ont fondé un service annuel pour le Salut des âmes de tous ceuse des deux parties, qui ont péri / dans cette lutte sanglante. / Le Baron de la Rochefoucould Lieutenant général, / chef de l'état major général du Prince de Condé, / le Baron de Colonge, depuis lieut.t gén.al au service de Bavière, le comte de Firmas-Periés, lieut.t gen.al, / le comte de la Potherie, maréchal de camp, le comte de Romain, colonel, gendre du général comte du Chilleau et de Terves tué dans le combat. / De Pressigny, le comte de Signier, et de la Tapie. / Madame de Flairai, veuve du général marquis du Goulet tué dans le combat. »

„Zum Andenken / des Treffens vom 13ten August 1796 zu Oberkammlach / zwischen den Franzosen, treu ihrem König, unter der Anführung des Prinzen von Condé / und den irregeführten Franzosen (Republikaner durch die Revolution) haben die Vorgenannten, damals Offiziere in der Armee des Prinzen, und alle mitgestritten / an diesem denkwürdigen Tag, einen jährlichen Gottesdienst gestiftet zum Seelenheile / aller jener der beiden Parteien, welche in diesem blutigen Kampfe geblieben.“